# هیپرتلوریسم
هایپرتلوریسم (به انگلیسی: Hypertelorism) افزایش غیرطبیعی فاصله بین دو اندام یا قسمت بدن است که معمولاً به افزایش فاصله بین مدارها (چشم‌ها) یا هایپرتلوریسم مداری اشاره دارد. در این حالت فاصله بین گوشه‌های داخلی چشم و همچنین فاصله بین مردمک‌ها بیشتر از حد طبیعی است. هایپرتلوریسم را نباید با تله کانتوس اشتباه گرفت، که در آن فاصله بین گوشه‌های داخلی چشم افزایش می‌یابد اما فاصله بین گوشه‌های خارجی چشم و مردمک‌ها بدون تغییر باقی می‌ماند.
هایپرتلوریسم علامتی در انواع سندرم‌ها از جمله سندرم ادواردز (تریزومی ۱۸)، سندرم تکراری 1q21.۱، سندرم خال سلول پایه، سندرم دی جورج و سندرم لویز-دیتز است. هایپرتلوریسم همچنین می‌تواند در سندرم آپرت، اختلال طیف اوتیسم، دیسپلازی کرانیوفرونونازال، سندرم نونان، نوروفیبروماتوز، سندرم LEOPARD، سندرم کروزون، سندرم ولف-هیرشهورن، سندرم اندرسن-تاویل، سندرم وااردنبورگ، همراه با سندرم Waardenburgat دیده شود. پیبالدیسم، یک سوم داخلی برجسته ابروها، عنبیه با رنگهای مختلف، دیسپلازی اسپوندیلواپیفیزیال، اختلالات متابولیسم موکوپلی ساکارید (سندرم مورکیو و سندرم هورلر)، ناشنوایی و همچنین در کم‌کاری تیروئید. برخی از پیوندها بین هایپرتلوریسم و اختلال بیش فعالی کمبود توجه یافت شده است.